# Ранник тонкий
Ранник тонкий (Scrophularia exilis) — вид квіткових рослин родини ранникових (Scrophulariaceae).

## Біоморфологічна характеристика
Це багаторічна рослина заввишки 10–15 см. Суцвіття до 5 см завдовжки. Віночок одноколірний, темно-червоний, 6 мм. Коробочка округла, 6–7 мм завдовжки, коротко загострена.

## Поширення
Ендемік Криму.
В Україні вид росте на осипах кам'янистих порід на яйлі — у гірському Криму (Кримське заповідно-мисливське господарство, Гурзуфське Сідло, у верхів'ях р. Авенди); ендемік Криму.